# Simon de Maugastel
Simon de Maugastel (Regno di Francia, XII secolo – Costantinopoli, 1233) è stato un patriarca cattolico e politico francese: cancelliere del regno di Gerusalemme e patriarca latino di Costantinopoli tra il XII e il XIII secolo.

## Biografia
Proveniva da una famiglia della Maine o della Normandia e giunse in Terra santa nel 1197. Suo fratello Filippo era un barone nel Regno di Gerusalemme. Suo zio Ioscio fu arcivescovo di Tiro e cancelliere di Gerusalemme. Nel 1216 Simone stesso fu eletto arcivescovo di Tiro.
Alla fine del 1216 viaggiò come legato di papa Onorio III attraversando la Francia e predicando per la quinta crociata. Nell'estate del 1217 prese parte al Concilio di Acri, occasione in cui gli eserciti crociati in arrivo si unirono sotto il comando del reggente di Gerusalemme, Giovanni di Brienne.
Nel 1225, l'imperatore Federico II sposò la giovane regina Isabella II di Gerusalemme, figlia di Giovanni di Brienne. Simone e Baliano di Sidone accompagnarono Isabella alla sua incoronazione come imperatrice nell'Italia meridionale. Federico II divenne anche re di Gerusalemme attraverso il suo matrimonio e, come uno dei suoi primi atti di governo, insediò Simone come cancelliere di Gerusalemme. Soggiornò alla corte di Federico e negoziò alla fine del 1226 come diplomatico imperiale sulla questione longobarda con papa Onorio III.
Nel 1227 papa Gregorio IX lo elevò come patriarca di Costantinopoli, senza che si svolgesse una corrispondente elezione nel capitolo della cattedrale. Si dimise dagli altri suoi incarichi e andò nell'Impero latino a Costantinopoli, dove morì nel 1233.
Simone era stato un amico personale di Giovanni di Brienne che, come reggente di Gerusalemme, capitano pontificio di campo e co-imperatore di Costantinopoli, gli fu vicino in tutte le fasi principali della vita e che presumibilmente promosse considerevolmente la carriera di Simone attraverso la propria influenza.